# George Oconer
George Oconer, né le 8 février 1992, à San Mateo, est un coureur cycliste philippin.

## Biographie
George Oconer est originaire de San Mateo, une commune située dans la province de Rizal. Il est le fils de Norberto Oconer (en), un ancien cycliste qui a participé à deux reprises aux Jeux olympiques.
En 2012, il se classe sixième du championnat d'Asie espoirs et septième d'une étape du Tour de Brunei. Les années suivantes, il s'illustre principalement dans la Ronda Pilipinas. Il termine également quinzième de la course en ligne des Jeux d'Asie du Sud-Est de 2015. 
En janvier 2018, il prend la deuxième place du championnat des Philippines du contre-la-montre. Il intègre ensuite l'équipe continentale 7 Eleven-Cliqq Roadbike Philippines à la fin du mois d'aout.

## Palmarès et résultats

### Palmarès par année
- 2011
  - 5e étape de la Ronda Pilipinas
  - 3e de la Ronda Pilipinas
- 2013
  - 10e (contre-la-montre par équipes) et 13e étapes de la Ronda Pilipinas
- 2015
  - 1re étape de la Ronda Pilipinas
  - 2e de la Ronda Pilipinas
- 2016
  - 3e de la Ronda Pilipinas II
- 2017
  - Brunei Classic
  - Sri Lanka T-Cup[5]
- 2018
  - 6e étape de la Ronda Pilipinas
  - 2e du championnat des Philippines du contre-la-montre
  - 2e du championnat des Philippines du critérium
- 2019
  -  Médaillé de bronze du contre-la-montre par équipes aux Jeux d'Asie du Sud-Est
- 2020
  - Classement général de la Ronda Pilipinas
- 2022
  - 4e étape de la Ronda Pilipinas

### Classements mondiaux
| Année         | 2012 |
| ------------- | ---- |
| UCI Asia Tour | 162e |